# Спрінг-Лейк (Флорида)
Спрінг-Лейк (англ. Spring Lake) — переписна місцевість (CDP) в США, в окрузі Ернандо штату Флорида. Населення — 465 осіб (2020).

## Географія
Спрінг-Лейк розташований за координатами 28°29′54″ пн. ш. 82°17′39″ зх. д. / 28.49833° пн. ш. 82.29417° зх. д. (28.498368, -82.294056).  За даними Бюро перепису населення США в 2010 році переписна місцевість мала площу 8,93 км², з яких 8,63 км² — суходіл та 0,30 км² — водойми.

## Демографія
Згідно з переписом 2010 року, у переписній місцевості мешкало 458 осіб у 188 домогосподарствах у складі 149 родин. Густота населення становила 51 особа/км².  Було 211 помешкання (24/км²).
Расовий склад населення:
| - 96,9 % — білих - 1,3 % — азіатів - 0,4 % — корінних американців - 0,2 % — чорних або афроамериканців |

До двох чи більше рас належало 0,7 %. Частка іспаномовних становила 6,3 % від усіх жителів.
За віковим діапазоном населення розподілялося таким чином: 18,1 % — особи молодші 18 років, 61,8 % — особи у віці 18—64 років, 20,1 % — особи у віці 65 років та старші. Медіана віку мешканця становила 49,5 року. На 100 осіб жіночої статі у переписній місцевості припадало 97,4 чоловіків;  на 100 жінок у віці від 18 років та старших — 100,5 чоловіків також старших 18 років.
Середній дохід на одне домашнє господарство  становив 77 642 долари США (медіана — 50 880), а середній дохід на одну сім'ю — 92 643 долари (медіана — 55 950). За межею бідності перебувало 11,5 % осіб, у тому числі 0,0 % дітей у віці до 18 років та 0,0 % осіб у віці 65 років та старших.
Цивільне працевлаштоване населення становило 219 осіб. Основні галузі зайнятості: мистецтво, розваги та відпочинок — 42,9 %, науковці, спеціалісти, менеджери — 22,4 %, виробництво — 12,3 %, освіта, охорона здоров'я та соціальна допомога — 11,0 %.